# Манабэ, Сюкуро
Сюкуро Манабэ (яп. 真鍋 淑郎 Манабэ Сюкуро, род. 21 сентября 1931, Эхиме, Япония) — японско-американский климатолог, видный специалист по вычислительному моделированию климата и его изменений, пионер компьютерного моделирования в данной области, один из первых начавших исследовать феномен глобального потепления — в 1970-х. Лауреат Нобелевской премии по физике (2021).
Доктор (1958). Сотрудник Принстонского университета и ранее Национального управления океанических и атмосферных исследований (NOAA), член Национальной академии наук США (1990), иностранный член Японской академии наук (2009). Лауреат высокопрестижных и международных наград.
Как отмечал заслуженный профессор МГУ Александр Кислов, Манабэ вместе с Михаилом Будыко «на протяжении десятков лет определяли развитие климатологии».

## Биография
Степени бакалавра (1953), магистра (1955) и докторскую степень по метеорологии (1958) получил в Токийском университете. В том же 1958 году иммигрировал в США, чей натурализовавшийся гражданин с 1975 года. В 1958—1963 годах работал метеорологом-исследователем в Национальной метеорологической службе. В 1963—1997 годах работал старшим метеорологом-исследователем в лаборатории Национального управления океанических и атмосферных исследований (NOAA).
В 1968—1997 годах также преподавал в Принстонском университете, профессор. В 1983 году приглашённый профессор в альма-матер.
В 1997—2001 годах работал на родине в Японии, директор исследовательской программы по глобальному потеплению.
В 2002 году возвратился в Принстонский университет, с которым был связан до 2003 года и где вновь с 2005 года — старший метеоролог программы атмосферных и океанических наук.
В 2002—2009 годах также консультант Japan Agency for Marine-Earth Science and Technology и в 2006—2013 годах приглашённый профессор Нагойского университета.
В 1960-х годах Манабэ занимается исследованиями атмосферной динамики, вслед за чем создаёт первую модель глобального климата.
Последнему предшествовала его в сотрудничестве с Joseph Smagorinsky и коллегами по Национальной метеорологической службе разработка первых моделей общей циркуляции.
В 1967 году он вместе с Richard Wetherald показал, что концентрация парниковых газов в атмосфере может влиять на температуру.
Опубликованная в том же году Манабэ в Journal of Atmospheric Sciences упрощённая модель климата Земли уже вскоре была признана как крупный прорыв в геофизике и метеорологии.
Его выступление в 1988 году перед сенатским комитетом по энергетике и природным ресурсам сыграло важную роль в привлечении внимания политиков и широкой общественности к глобальному потеплению.
Фелло Американского геофизического союза (1967) и Американской ассоциации содействия развитию науки (1997), а также JAMSTEC (2008).
Иностранный член Европейской академии (1994) и Канадского королевского общества (1995).
Почётный член Американского (1997), Японского (2000) и Королевского Великобритании (2006) метеорологических обществ.
С 1962 года женат на Нобуко Манабэ.

## Награды и отличия
- Fujiwara Award Японского метеорологического общества (1966)
- Meisinger Award (1967)
- Золотая медаль министерства торговли США (1970)
- Second Half Century Award (1987) — вторая по старшинству награда Американского метеорологического общества
- Carl-Gustaf Rossby Research Medal[англ.], высшая награда Американского метеорологического общества (1992)
- Премия «Голубая планета» (1992), первый удостоенный
- Медаль Роджера Ревелла Американского геофизического союза (1993)
- Лекция Бьеркнеса секции атмосферных наук Американского геофизического союза (1995)
- Премия Асахи (1995)
- Премия Volvo за защиту окружающей среды (1997)
- Отличие министра окружающей среды Японии (1997)
- Медаль Милутина Миланковича Европейского геофизического общества (1998)
- Почётный доктор, Университет Макгилла (2004)
- Введён в Земной зал славы Киото (2009)
- Медаль Уильяма Боуи[англ.] Американского геофизического союза (2010)
- Медаль Бенджамина Франклина Института Франклина (2015)
- BBVA Foundation’s Frontiers of Knowledge Award (2016, вместе с Джеймсом Хансеном)
- Премия Крафорда Шведской королевской АН (2018, вместе со Сьюзан Соломон)
- Нобелевская премия по физике (2021) за «физическое моделирование земного климата и количественный анализ вариаций и надежный прогноз глобального потепления»[9]